# Louis Darinot
Louis Darinot est un homme politique français, pharmacien de profession, né le 16 mars 1925 à Ségry (Indre) et mort le 9 juin 2006 à Cherbourg-Octeville (Manche) (Cherbourg-en-Cotentin depuis le 1er janvier 2016).

## Biographie
Louis Darinot est un résistant. Il entre à 18 ans, en 1943, dans le groupe Indre-Est, comme FFI. Au sortir de la Seconde Guerre mondiale, il se dirige d'abord vers une carrière d'enseignant, avant de bifurquer vers la pharmacie.
Membre de la Convention des institutions républicaines et de la Fédération de la gauche démocrate et socialiste il participe à la fondation du nouveau Parti socialiste, dont il devient ensuite délégué national aux questions maritimes.
Il est élu député socialiste de la Manche (Cherbourg (Cherbourg-en-Cotentin depuis le 1er janvier 2016)) en 1973, et réélu à trois reprises. À l'Assemblée nationale, il était un spécialiste reconnu des questions de défense (président de la commission de la défense de 1981 à 1986).
En 1977, il remporte la mairie de Cherbourg avec l'union de la gauche et préside la communauté urbaine de Cherbourg pendant deux ans. À ce poste, il est confronté à la montée en puissance de l'industrie nucléaire dans le Nord-Cotentin et s'oppose sans succès à la construction de la centrale nucléaire de Flamanville et à l'extension de l'usine de retraitement de la Hague. Il met en place un service de contrôle de la pollution radioactive pour l'agglomération. Il abandonne son mandat municipal en 1980, au profit de Jean-Pierre Godefroy, et législatif en 1988.
Il avait pris la présidence des supporteurs du club de football devenu professionnel peu de temps après son arrivée à Cherbourg, en 1964, et a créé l'association Cœur et Cancer.